# Кинай
Кинай (яп. 畿内 кинаи, столичный регион) — старая японская административная единица. Словом Кинай назывались провинции близ старых столиц: Нара и Хэйан.

Кинай на карте Японии выделен ярко-оранжевым цветом

Иногда под Кинай ошибочно понимают более крупный регион Кансай.
Кинай был учреждён в составе Гокиситидо в период Асука (538-710). В его состав входили провинции Ямасиро, Ямато, Сэтцу, Кавати и Идзуми. После 1760 года они получили собирательное название го-кинай (яп. 五畿内).